# Kosuke Yoshii
Kosuke Yoshii (吉井 孝輔 Yoshii Kosuke?, nacido el 19 de marzo de 1986 en Kagoshima) es un futbolista japonés que se desempeña como centrocampista.

## Trayectoria

### Clubes
| Club                | País  | Año         |
| ------------------- | ----- | ----------- |
| Shonan Bellmare     | Japón | 2004 - 2006 |
| Roasso Kumamoto     | Japón | 2006 - 2014 |
| Kagoshima United FC | Japón | 2016 -      |

## Estadística de carrera

### J. League
| Club                | Año   | J. League | J. League | Copa J. League | Copa J. League | Total | Total |
| Club                | Año   | Part.     | Goles     | Part.          | Goles          | Part. | Goles |
| ------------------- | ----- | --------- | --------- | -------------- | -------------- | ----- | ----- |
| Shonan Bellmare     | 2004  | 5         | 0         | -              | -              | 5     | 0     |
| Shonan Bellmare     | 2005  | 0         | 0         | -              | -              | 0     | 0     |
| Shonan Bellmare     | 2006  | 2         | 0         | -              | -              | 2     | 0     |
| Roasso Kumamoto     | 2008  | 29        | 1         | -              | -              | 29    | 1     |
| Roasso Kumamoto     | 2009  | 29        | 5         | -              | -              | 29    | 5     |
| Roasso Kumamoto     | 2010  | 35        | 0         | -              | -              | 35    | 0     |
| Roasso Kumamoto     | 2011  | 20        | 1         | -              | -              | 20    | 1     |
| Roasso Kumamoto     | 2012  | 29        | 1         | -              | -              | 29    | 1     |
| Roasso Kumamoto     | 2013  | 34        | 1         | -              | -              | 34    | 1     |
| Roasso Kumamoto     | 2014  | 3         | 0         | -              | -              | 3     | 0     |
| Kagoshima United FC | 2016  | 15        | 1         | -              | -              | 15    | 1     |
| Kagoshima United FC | 2017  | 17        | 1         | -              | -              | 17    | 1     |
| Total               | Total | 218       | 11        | 0              | 0              | 218   | 11    |